# Ушастая питта
Ушастая питта (лат. Hydrornis phayrei) — вид птиц из семейства питтовых. Видовое название дано в честь Артура Фэра, первого главного комиссара Британской Бирмы.

## Описание
У взрослого самца есть центральная чёрная линия над макушкой, достигающая и покрывающая затылок. Оперение по обе стороны от рыжевато-коричневого цвета с чёрными краями перьев, кроме того, у их основания есть чёрная полоса. Уздечка, бока лица и затылок чёрные. Верхняя часть оперения, крылья и хвост — рыжевато-коричневого цвета. Подбородок и середина горла белые. Бока горла, бока и брюхо  рыже-коричневые; боковые стороны горла и бока также окрашены в чёрный цвет. Клюв чёрный, но подклювье красновато-коричневая. Радужка тёмно-коричневая; лапы и когти телесного цвета. 
У самки грудь и бока более густо покрыты чёрными пятнами; кроющие ушей, голова и затылочное оперение того же цвета, что и спина. Удлинённые надбровные перья короче и подхвостье бледнее, чем у самца. В остальном оперение самки сходно с оперением самца. 
Естественной средой обитания этого вида являются субтропические или тропические влажные леса, как низменные, так и горные. Встречается в странах юго-восточной Азии: Бангладеш, Вьетнам, Камбоджа, Китай, Лаос, Мьянма, Таиланд.
Включены в Красную книгу МСОП. 